# Культ наступу

Карта плану Шліффена та заплановані французькі контрнаступи

Культ наступу — стратегічна військова дилема, при якій вважається, що переваги наступу настільки суттєві, що сторона, яка знаходиться в обороні, немає жодного шансу відбити атаку, тому сама обере наступ. Цим часто пояснюються причини Першої Світової війни та подальші важкі втрати, які обидві сторони зазнавали рік за роком на Західному фронті.
Цим терміном також описують авіаційну доктрину, висунуту перед Другою світовою війною, за якою «бомбардувальники завжди прорвуться», а єдиним способом завершити бомбардувальну кампанію — є нанесення супротивнику бомбових ударів до його повної капітуляції. Цим часто пояснюється стратегія Ізраїлю в 1960-х та 1970-х роках, як наприклад, у Шестиденній війні, в якій ізраїльські війська атакували та розсіяли значно переважаючі сили супротивника у стрімкому наступі.

## Військова теорія
Відповідно до культу наступу вважається, що атакуюча сторона переможе (чи принаймні завдасть більше втрат, ніж отримає сама) незважаючи на обставини і тому оборона практично відкидається як форма бою. В результаті головною метою усіх стратегій стає наступ, а єдиною прийнятною стратегією оборони залишається контр-наступ.

## Міжнародна політика
У міжнародних відносинахі культ наступу відноситься до теорій дилеми безпеки та наступального реалізму. В них наголошується те, що завоювати територію легко, а забезпечити безпеку, дотримуючись оборонної доктрини, складно. За думкою ліберальних інституціоналістів проблема полягає у зобов'язаннях, а превентивна війна, яка є результатом дилеми безпеки, трапляється досить рідко.

## Перша Світова війна
Культ наступу був домінуючою теоріє серед багатьох військових та політиків напередодні Першої Світової війни. Вони виступали за оголошення війни та початок наступу з метою розбити супротивника, через побоювання, що затримка може обернутися поразкою. Пануванню такого напряму думок сприяла ескалації бойових дій та вважається однією з причин Першої Світової війни.
Військові теоретики того часу, як правило, вважали, що захоплення ініціативи мало вирішальне значення, через що воюючі сторони підштовхувалися до того, щоб завдати удару першими для отримання переваги. Більшість планувальників хотіли розпочати мобілізацію якомога швидше, щоб не опинитися в обороні. Уникнути цього було складно, оскільки мобілізація була дорогою, а її розклади були настільки негнучкими, що її не можна було скасувати без значної дестабілізації країни та військової дезорганізації. Відповідно, можливість застосування дипломатії зменшувалась через таку позицію, і як тільки розпочиналася мобілізація, вона тільки ускладнювала обґрунтування причин для скасування мобілізації. Це явище також називається «війною за розкладом».
Німецький план Шліффена є яскравим прикладом культу наступу. Розроблений начальниками Генерального штабу — Альфред фон Шліффен та Гельмут фон Мольтке-молодший, які були прибічниками ведення наступальних бойових дій, план був приведений в дію у перший місяць війни (при цьому на думку деяких історики, він майже досяг успіху, хоча інші стверджують, що план був приречений на невдачу. ) Французька контратака на околицях Парижа, битва на Марні та несподівано швидка російська мобілізація поклали кінець наступу німецьких військ і призвели до років траншейної війни. Не лише Німеччина дотримувалась культу наступу; французька армія, серед інших, також була дуже сильно спрямована на цю доктрину, чиїми прихильниками були Фердинанд Фош, Жозеф Жоффр та Лоазо де Гранмезон . В офіцерів того періоду вселяли ідею про те, що «французька армія, сповідуючи свої традиції, не повинна знати жодного закону, крім наступу». Цим пояснюєтся прийняття французького закону про військову службу в липні 1913 р., після прийняття подібного законопроєкту в Німеччині за шість місяців до цього. Військові вважали, що для втілення в життя наступу «guerre à outrance» для стрімкого захоплення Ельзас-Лотарингії країні потрібні ще 200 000 призовників для ведення оборонної війни, до якої готувалася армія. 
У Першій світовій війні переважала оборонна вогнева міць, але Антанті необхідно було притримуватися наступальної стратегії, що спричиняла масові жертви та взаємне виснаження. Німецькі армії облаштували оборонні позиції на західному фронті з траншеями, колючим дротом та бетонними опорними пунктами, підкріплені артилерією, гвинтівками та кулеметами, чого до 1917 року було достатньо для нанесення масових втрат атакуючій піхоті та запобігання ефективному просування франко-британських армій. Розвиток тактики на Західному фронті в 1917 році спричинив повернення до маневрених та мобільних форм бою. У міжвоєнний період військова думка знаходилась під впливом ціни наступу в умовах панування оперативної та тактичної оборони. Під час Другої світової війни західні союзники у 1939—1940 рр. уникали наступу, маючи намір дочекатися, поки закінчиться франко-британське переозброєння і блокада Німеччини підірве її військову економіку, а потім відновити бойові дії у 1941 або 1942 р.